# گابریل دل
گابریل دل (به انگلیسی: Gabriel Dell) (زاده ۸ اکتبر ۱۹۱۹-درگذشته ۳ ژوئیه ۱۹۸۸ ) بازیگر آمریکایی بود.
از فیلم‌های معروف او می‌توان به بازی در فیلم هری کلرمن کیست اشاره کرد.